# 난키파
난키파(일본어: 南紀派 난키하[*])란 일본의 막말시대에 13대 정이대장군 도쿠가와 이에사다의 후계를 둘러싼 안세이 장군계사문제 정국에서 "키"슈 도쿠가와가의 도쿠가와 요시토미(이후 14대 장군 도쿠가와 이에모치)를 추대한 파벌이다. 정책적으로는 막부독재의 지속, 외교정책에서는 개국노선의 지속을 지향했으며, 히토츠바시 요시노부(이후 15대 장군 도쿠가와 요시노부)를 추대하려는 히토츠바시파와 대립했다.
도쿠가와 이에사다는 병약해서 젊어서부터 장수나 후계자 생산은 절망시되고 있었다. 자연히 발생한 후계자 문제에서 이에사다와 촌수가 가까운 근친임을 중시해 키이번주 요시토미를 추대한 것이 난키파였다. 히코네번주 이이 나오스케를 필두로 하여 아이즈번주 마츠다이라 카타모리, 타카마츠번주 마츠다이라 요리타네 등 타마리노 마즈메 다이묘들과 노중 마츠다이라 타다카타, 키슈 도쿠가와가 가로 미즈노 다다나카, 어측어용취차 히라오카 미치히로・야쿠시지 모토자네, 내명부격인 오오쿠가 난키파에 속하거나 난키파를 지지했다. 
그동안 정이대장군이 적남을 생산하지 못해 후계자 문제가 생겼을 경우 혈통을 우선해 후계자를 선정해 왔기에, “조법제일(祖法第一)”이라는 난키파의 혈통중시론은 설득력이 있었다. 요시토미는 12대 장군 도쿠가와 이에요시의 동생의 아들이라 이에사다와 사촌지간이지만, 요시노부는 초대 장군 도쿠가와 이에야스까지 거슬러올라가야 하므로 촌수로는 이미 남이었다. 미즈노의 경우 키슈 가문의 가로였기에 자기 가문의 도련님을 추대하기 위해 운동하는 것이 당연했다. 오오쿠의 경우에는 요시노부의 아버지 나리아키가 구두쇠이자 색골으로 알려져 있어서 여성들 사이에 인망이 없었던 한편, 요시토미는 미소년이라 인기가 있었기 때문이라고 한다. 또한 이에사다 본인도 자신이 아직 30대인데 히토츠바시파에서 시국상 영명한 장군이 필요하므로 택현이 필요하다고 강권하는 것을 “지금의 장군은 암우하고 병약하며 단명할 것이라 자식을 낳을 능력이 없다”고 주장하는 것과 같다고 괘씸히 여겨 성향이 난키파에 가까웠다.
결국 난키파의 영수 이이 나오스케가 대로가 되면서 장군계사문제는 난키파의 승리로 일단락되었고, 요시토미가 14대 장군 이에모치로 즉위했다. 이에사다의 죽음을 전후해 이이가 히토츠바시파 제후와 지사들에 대한 숙청극을 벌인 것이 안세이 대옥이다. 그러나 이이가 안세이 대옥의 보복으로 암살당하자(사쿠라다문 밖의 변) 히토츠바시파가 복귀해 난키파는 실각했다. 이후 요시노부와 마츠다이라 슌가쿠가 장군후견직, 정사총재직을 맡아 이후의 막정은 히토츠바시파가 주도하게 된다. 하지만 난키파 소속 인물들이 모두 보복당하거나 내쫓긴 것은 아니었고, 카타모리 등 생존자들은 막부가 망할 때까지 막부 내부의 강경파로서 계속 상존했다.